# Pad Beograda (1521.)
Pad Beograda 1521. godine je događaj koji je nastao kao posljedica trećeg velikog turskog napada na ovu ugarsku utvrdu u osmansko-ugarskim sukobima u doba najvećeg širenja Osmanlijskog Carstva na zapad.
Osmanski sultan, Sulejman Veličanstveni (u muslimanskoj tradiciji zapamćen kao Kanuni odnosno Zakonodavac), odlučio je da prvi ciljevi njegovih vojnih pohoda budu Rod i Beograd, mjesta koja nije uspio osvojiti njegov prethodnik Mehmed II. Osvajač (1451. – 1481.). Sulejman je pokrenuo svoju vojsku polovicom svibnja 1521. godine, a glavni cilj ovog pohoda bio je osvajanje Beograda. Ugarska država je bila gotovo u rasulu i nesposobna se učinkovito suprotstaviti osmanskoj vojsci. Za razliku od prethodnih pohoda, sultan je ovog puta odlučio da glavni pravac napada ide sa savske strane. Da bi ovo izvela, osmanska vojska je prvo morala zauzeti Srijem, što je na kraju i učinjeno. Branitelji Beograda su pružali otpor, ali su zbog nedostatka ljudstva i ratnog materijala morali predati grad 29. kolovoza 1521. godine. Pad Beograda pokazao je nesposobnost ugarske vlasti da se suprotstavi ekspanzionističkoj politici Osmanskog Carstva koje će svoju nadmoć pokazati u bitci na Mohačkom polju 1526. godine. Nakon poraza i sloma Ugarske nositelj kršćanske borbe protiv osmanskog prodiranja u Europu postat će Habsburška monarhija u čiji sastav će biti uključena i Ugarska. Pod vlast jedne kršćanske sile Beograd će doći tek 1688. godine kada ga je za Austriju osvojio Maksimilijan Bavarski.